# Ermita de Santa Ana de Montornés
La ermita de Santa Ana de Montornés es una iglesia gótica del siglo XIV y antiguo monasterio agustiniano que pertenece a la parroquia de Cuenca de Barberá pero que está dentro del término de Prenafeta, en el municipio de Montblanch.
La primera piedra de la construcción fue puesta en 1373 por el rey Pedro IV de Aragón y el arzobispo de Tarragona Pere de Clasquerí, pero la fase final de las obras fue llevada a cabo por monjes de la Orden de San Agustín, que se instalarían en el conjunto.
Se encontraba dentro del antiguo término del castillo de Montornés, de la jurisdicción de Poblet. La ermita se convirtió en lugar de culto y encuentro para varios pueblos vecinos (Barbará, Montblanch, Prenafeta, Figuerola, Miramar, Lilla, Rojales, La Riba, Farena, Vilavert, Pira o Sarral).
A finales del siglo XX, la ermita estaba abandonada y en estado ruinoso. Desde hace poco se puso en marcha una campaña de recuperación -liderada por el rector de Barberà de la Conca Mossèn Palacín y el historiador Joan Fuguet i Sans- que han conseguido colocar la Cruz de término delante y reconstruir la cubierta de la iglesia , que permitió celebrar la primera eucaristía en julio de 2008.